# ジェシー・マクレガー
ジェシー・マクレガー（英: Jessie Macgregor、1847年 - 1919年）はイギリス出身の画家。
マクレガーが絵画を最初に学んだのは祖父のアンドリュー・ハントがリヴァプールで運営していた絵画アカデミーである。両親がロンドンに移住し、そこで絵画を学び始めた彼女はロイヤル・アカデミー・スクールの生徒となり、レイトン卿やフィリップ・ハモジェニーズ・コールドロン、ジョン・ペティに師事した。
1871年に発表した歴史絵画で王立芸術院のゴールドメダルを獲得。1867年にゴールドメダルを獲得したルイーザ・スタールに次ぐ2番目の女性獲得者となり、1909年まで女性のゴールドメダル獲得者は現れなかった。彼女はジュリア・セシリア・スミスやジュリア・ブレイスウェル・フォーカードを凌いだ。この3人の女性の功績が王立芸術院の正会員から女性を締め出すという規則が如何に愚かであるかを明白にしたと指摘された。
1893年にアメリカ合衆国のイリノイ州シカゴで開催された万国博覧会のパレス・オブ・ファイン・アーツに作品を出品した。
1905年に刊行された『Women Painters of the World』には彼女が1891年に描いた「恐怖の治世（In the Reign of Terror）」が掲載されており、ウォーカー・アート・ギャラリーに所蔵されている。

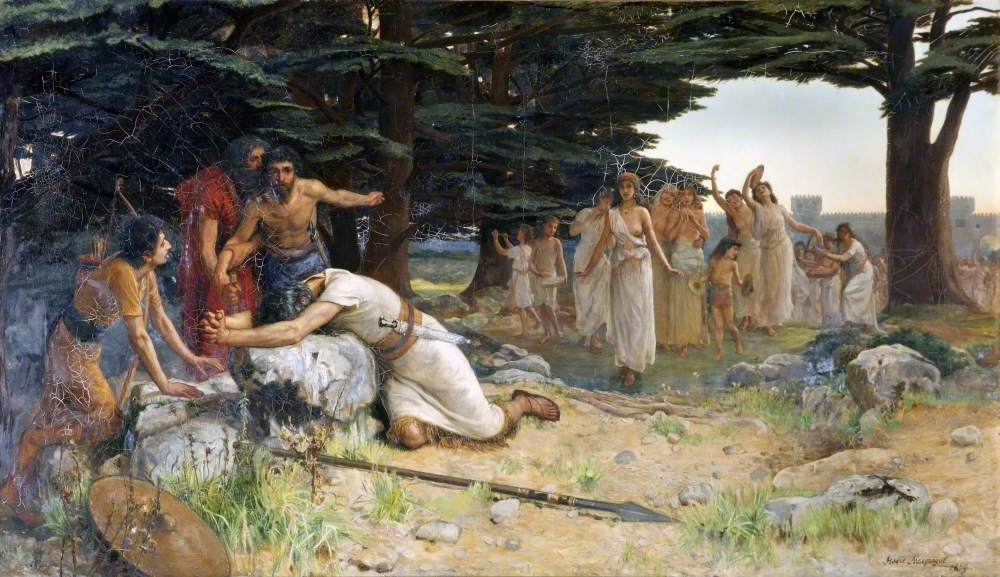
「ジェフサ」（1889年）